# Sturmstrand

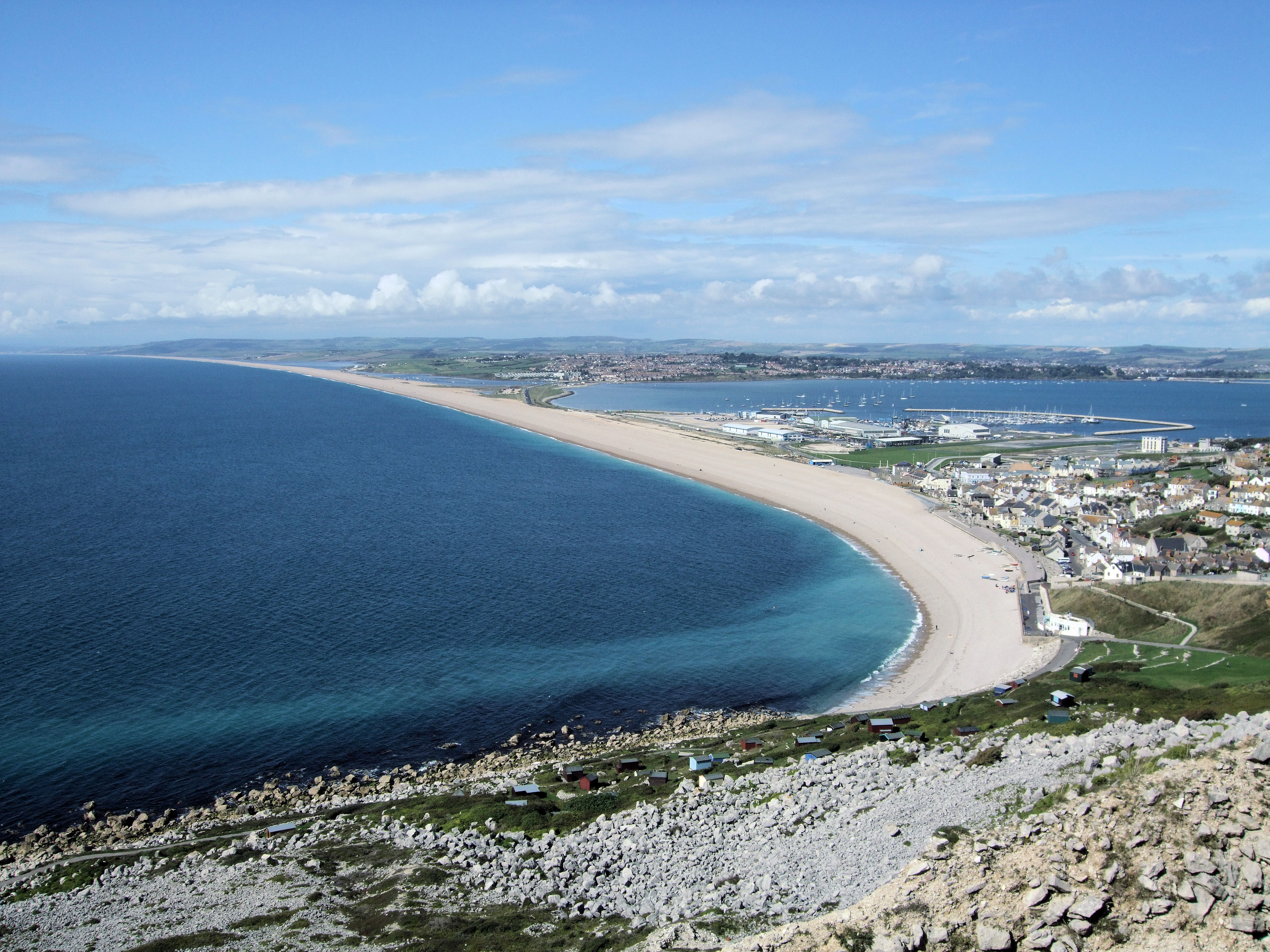
Chesil Beach vom Isle of Portland.

Ein Sturmstrand ist ein Strand, der durch besonders heftige Wellen beeinflusst wird, normalerweise solche mit besonders langer Windlauflänge. Die resultierende Landform ist häufig ein besonders steiler Strand (bis zu 45°), zusammengesetzt aus gerundetem Geröll, Kies und manchmal Sand. Für gewöhnlich haben die Steine einen offensichtlichen Gradienten von Kies, von klein bis groß, wobei die Steine mit größerem Durchmesser normalerweise oben am Strand zu finden sind. Es können auch viele kleine Stücke von verunglückten Booten enthalten sein.

## Beispiele
Ein bekanntes Beispiel ist der 29 km lange Chesil Beach in Dorset, eine der drei größten Strände mit Kiesstrukturen im Vereinigten Königreich. Er verbindet die Isle of Portland mit dem Festland bei Abbotsbury, westlich von Weymouth. Andere Vorkommen gibt es auf den Shetland- und Orkney-Inseln, ebenso auf dem schottischen Festland bei Caithness. Auch die Strände der Lakshdweep-Inseln sind Sturmstrände.

## Galerie

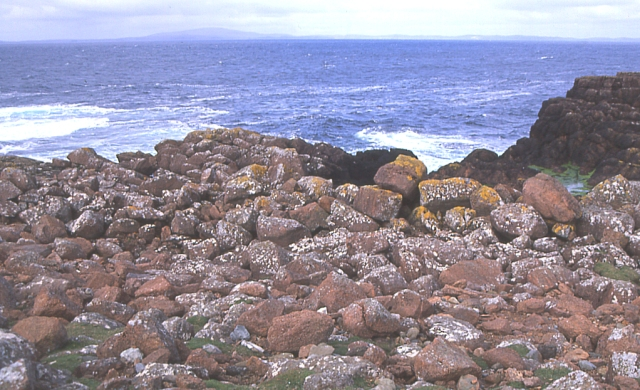
Dieses Geröll, von den Wellen bis zu 30 Meter den Strand hochgetragen, demonstrieren die Kraft der See
Ein Kies-Sturmstrand unter einem niedrigen Kliff. Die Linie aus Seegras markiert die Hochwasserlinie.
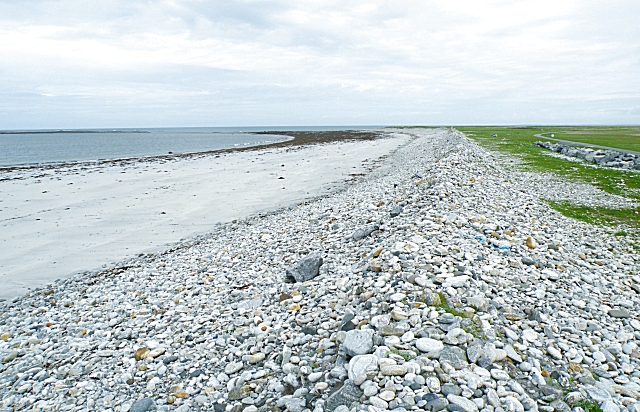
Die ganze Länge des Strandes hier verfügt über eine Böschung aus Steinen, davon einige recht große, die vermutlich durch Winterstürme angespült wurde.
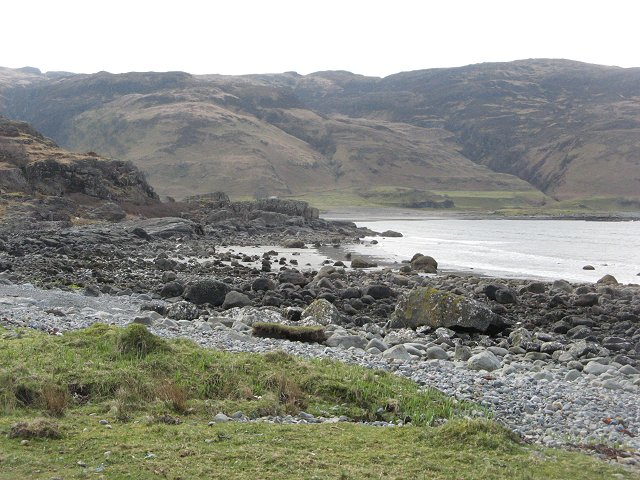
Laggan Sands bei Lochbuie hat einen sandigen Sturmstrand hinter einem Geröll-Sturmstrand.
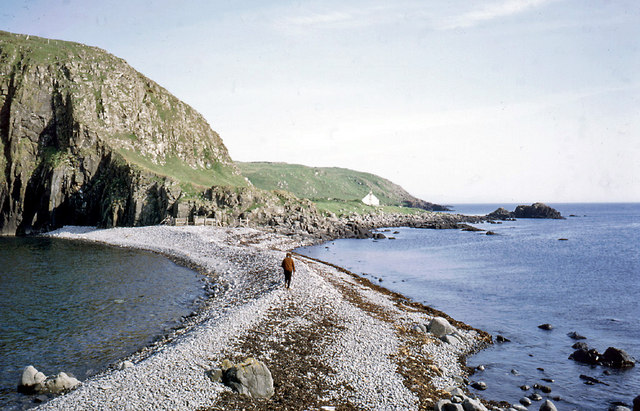
Ein Sturmstrand, der Garbh Eilean mit Eilean an Tigh verbindet. Der schmale Kiesel-Isthmus wird von Springtiden überflutet und bei Stürmen.